# Las Vegas Sands
Las Vegas Sands Corp. (NYSE: LVS) é uma empresa estadunidense do ramo de cassinos e resorts de Paradise, Nevada, com lucro anual superior a US$ 4 bilhões. Pertence ao empresário Sheldon Adelson e controla mais de 6 grandes cassinos em todo o mundo.